# 23ª Divisione fanteria "Ferrara"
La 23ª Divisione fanteria "Ferrara" fu una grande unità del Regio Esercito, operativa durante la seconda guerra mondiale. Nata dalla ridenominazione della 23ª Divisione fanteria "Murge", era in particolare una divisione di fanteria da montagna, che si distingueva dalle analoghe unità di fanteria ordinarie per la trazione del Reggimento di artiglieria divisionale, che risultava composto da due gruppi someggiati e di uno carrellato, invece che di due ippotrainati ed uno someggiato e per l'utilizzo di salmerie invece che del classico carreggio. Con il progredire della guerra e la progressiva motorizzazione di una parte considerevole delle artiglierie divisionali, le divisioni da montagna divennero sostanzialmente indistinguibili dalle normali divisioni di fanteria, e la denominazione specifica andò progressivamente in disuso.

## Storia
La divisione trae origine dalla Brigata "Ferrara", costituita il 1º gennaio 1860 sul 47º e il 48º Reggimento fanteria. Combatté nella prima guerra mondiale alle dipendenze della 22ª Divisione.
La 23ª Divisione, invece, dal 24 maggio 1915 ebbe alle dipendenze le brigate Aosta e Verona.
La brigata "Ferrara" fu smembrata in esecuzione della legge dell'11 marzo 1926 sull'ordinamento del Regio Esercito che prevedeva brigate ternarie: il Comando di Brigata e il 47º Reggimento fanteria vengono sciolti, mentre il 48º viene aggregato al 9º Reggimento fanteria "Regina" ed al 10º Reggimento fanteria "Regina" della Brigata "Regina", per costituire la XXIII Brigata di Fanteria, ridenominata in seguito Brigata di Fanteria delle Murge (XXIII). Nel 1938 la brigata assume alle dipendenze il ricostituito 48º Reggimento fanteria "Ferrara", mentre perde il 9º ed i 10º che vengono trasferiti al Comando Militare dell'Egeo. 

### La costituzione
Il 28 marzo 1939 la Brigata delle Murge ed il 14º Reggimento artiglieria divisionale "Murge", già inquadrate nell'unità territoriale Divisione Militare delle Murge (23ª), danno vita alla Divisione di Fanteria "Murge" (23ª), che Il 24 maggio seguente cambia il nominativo in Divisione di Fanteria "Ferrara" (23ª), sempre su 47º e il 48º Reggimento fanteria e sul 14º Reggimento artiglieria che assume ora il nome di "Ferrara".
Nel 1939, come Divisione "Murge", partecipa all'occupazione italiana dell'Albania, sbarcando il 7 aprile a Durazzo ed il 9 a Valona, occupando Fier, Tepelenë e la zona petrolifera di Devoli. Il 25 aprile stabilisce il proprio Comando ad Argirocastro, con funzione di sbarramento della direttrice sud.

### Nella seconda guerra mondiale
Durante la seconda guerra mondiale, la divisione prende parte alla campagna italiana di Grecia, dislocandosi nell'alta valle della Vojussa, con il compito di attaccare le difese greche in Epiro sulla direttrice Argirocastro-Kalibaki-Janina. Il 30 ottobre i reparti della devisione entrano in territorio greco, occupando
con il compito di agire offensivamente in Epiro sulla direttrice Argirocastro-Kalibaki-Janina, attaccando le difese greche della alta Val Suhes e in Val Dhrino. Il 30 ottobre reparti avanzati della divisione entrano in territorio greco, oltrepassano il torrente Kormos, occupano Gheraplatanos, Dollana e la strada rotabile Ponte Perati-Kalibaki. Qui inizia ai primi di novembre una furiosa lotta per la conquista del campo trincerato di Kalibaki, che viene aggirato da nord-est nonostante le piogge continue e la strenua difesa greca; il nemico viene respinto e la divisione penetra in profondità in territorio nemico, stabilendo una testa di ponte sul fiume Kalamas.
Il 6 novembre, investite Kalibaki e Paliokastro, le posizioni della divisione sono sottoposte a pesanti bombardamenti aerei, di artiglierie e mortai ed a violenti contrattacchi, che costringono la grande unità ad assumere un assetto difensivo sul settore Mesovunì-rotabile Kalibaki-Janina. Gli attacchi si ripetono 10 ed il 14, costringendo, il 16 novembre, la "Ferrara" a ripiegare verso la Valle del Fitoki e Cani Delvinaki; si attesta ad occidente del torrente Kormos, ma il nemico non concede tregua, investendo nuovamente le posizioni il 20; dopo tre giorni di dura lotta, per evitare l'accerchiamento a Vesane, la divisione arretra sulle posizioni di Pontikates-Kaltiri-Monastero di San Jodino, poi ulteriormente il 26 su Radati-Gaidohori ed a nord della valle del Dhrino. Il 3 dicembre, consegnate le posizioni di Radati alla 37ª Divisione fanteria "Modena" la divisione si raccoglie ad Argirocastro, dove è costretta a schierarsi per coprire la ritirata della "Modena". Il 6 e 7 dicembre viene investita mentre è schierata a sbarramento della Valle Vojussa e della Val Dhrino, venendo così costretta ad abbandonare le posizioni ed a ripiegare verso Ponte Bencia. Tra gli ultimi giorni di dicembre ed il gennaio 1941 si susseguono attacchi e contrattacchi, con posizioni che passano da una parte all'altra senza decisivi avvenimenti. Il 27 gennaio la "Ferrara" affianca la 58ª Divisione fanteria "Legnano" nell'offensiva contro la stretta di Këlcyrë, impegnando il nemico sul Colico e su Ormovo. A febbraio ed a marzo gli ultimi attacchi greci non hanno esito ed il 16 aprile la divisione partecipa all'offensiva finale, impadronendosi il 21 delle posizioni della Val Dhrino, raggiungendo la linea Argirocastro-Libohovo. Alla fine della campagna di Grecia, la divisione rimane nella zona di Argirocastro fino ad agosto, per essere trasferita poi a presidio delle zone di Valona, Tirana ed Elbasan. Nei primi giorni di gennaio del 1942 viene destinata alla difesa costiera della costa tra Durazzo ed il fiume Semeni, per essere poi trasferita nella prima metà di aprile in Montenegro, a presidio delle zone di Nikšić, Danilovgrad, Podgorica, Savnik e Cettigne. Impegnata in operazioni anti-partigiani, dal 14 maggio al 16 giugno 1943 partecipa con la Wehrmacht a vere azioni di guerra contro forti formazioni partigiane provenienti dalla Bosnia-Erzegovina. La divisione si scioglie Niksic, Danilovgrad, Podgorica, Savnik, con sede del comando a Niksic e poi a Cettigne. Dal 14 maggio al 16 giugno partecipa, unitamente a truppe tedesche, a vere e proprie azioni di guerra portate nella zona da forti formazioni partigiane che operano nel Montenegro provenienti dalla Bosnia-Erzegovina. La 23ª Divisione fanteria "Ferrara" si scioglie il 25 settembre 1943 in seguito all'armistizio di Cassibile.

## Ordine di battaglia: 1940
- 47º Reggimento addestramento volontari "Ferrara"
- 48º Reggimento fanteria "Ferrara"
- 82ª Legione CC.NN. "Benito Mussolini"
- 14º Reggimento artiglieria "Murge"
- XXIII Battaglione mortai da 81
- 23ª Compagnia controcarri da 47/32 Mod. 1935
- 58ª Compagnia genio
- 23ª Compagnia mista telegrafisti/marconisti
- 127ª Sezione sanità
- 9ª Sezione sussistenza
- 3ª Sezione panettieri

## Ordine di battaglia: 1943
- 47º Reggimento addestramento volontari "Ferrara"
- 48º Reggimento fanteria "Ferrara"
- LXXXII Battaglione CC.NN. "Benito Mussolini"
- 14º Reggimento artiglieria "Murge"
- XXIII Battaglione mortai da 81
- 23ª Compagnia controcarri da 47/32
- 1 compagnia carri L3/35
- 58ª Compagnia genio
- 23ª Compagnia mista telegrafisti/marconisti
- 61ª Sezione fotoelettricisti

## Comandanti 1939-1943
- Generale di divisione Licurgo Zannini (7 aprile 1939 - 30 aprile 1941)
- Generale di divisione Francesco Zani (1º maggio 1941 - 8 febbraio 1943)
- Generale di divisione Carlo Ceriana Mayneri (9 febbraio - 16 aprile 1943)
- Generale di divisione Antonio Franceschini (17 aprile - 9 settembre 1943)
- Generale di brigata Giovanni Stirati (interim 10 - 13 settembre 1943)

## C.R.O.W.C.A.S.S.
I nomi dei seguenti appartenenti alla divisione Ferrara figurano nell'elenco CROWCASS (Central Registry of War Criminals and Security Suspects) (1947) delle persone ricercate dalla Jugoslavia e dal Regno Unito per crimini di guerra.
- (Name) BOCCA - (C.R. File Nr.) 190899  - (Rank, Occupation, Unit, Place and Date of Crime) Col., Italian Army, 82. Bn., Div. Ferrara, Sarnik Montenegro (Yugo.) 5.,6.43 - (Reason Wanted) Murder - (Wanted by) Yugo.[2]
- CIPRIANI - 190932 - Cpl., Italian Army, Div. Ferrara, Kapino-Polje (Yugo.) 6.43 - Murder - Yugo.[3]
- DAVELA Giuseppe - 190946 - Officer, Italian Army, Div. Ferrara, Rastok, Montenegro (Yugo.) 3.42 - Murder - Yugo.[4]
- FRANCESCHINI Mario - 190963 - General, Italian Army, Div. Ferrara, Savnik Montenegro (Yugo.) 5.-6.42 - Murder - Yugo.[5]
- GERMANO Francesco - 190976 - Col., Italian Army, Unit Ferrara Div., Montenegro (Yugo.) 5.43 - Murder - Yugo.[6]
- GUIDO Francesco - 190982 - Sgt., Italian Army, Div. "Ferrara", Kapino Polje Montenegro (Yugo.) 6.43 - Murder - Yugo.[7]
- MAINERI - 193553 - Lt.General, Italian Army, Commander of 23 "Ferrara"-Div., Niksic (Yugo.) - Murder - Yugo.[8]
- PANARELLI Francesco	149074	Lt., Italian Army "Ferrara" Div., Carabinieri, Montenegro (Yugo.) - Murder - Yugo.[9]
- ROSCIOLI Giuseppe - 191085 - Col., Italian Army, 47 Rgt."Dolla" Div. "Ferrara", Savnik, Montenegro (Yugo.) 43 - Murder - Yugo.[10]
- SANTIS DE VINCENZO Eugenio - 191165 - Commander, III Btty. 14 Artillery Rgt., Ferrara Div., Savnik Montenegro (Yugo.) 5.-6.43 - Murder - U.K.[10]
- TABANELLI - 191122 - Fascist, Officer of C.C., N.N. at Ferrara Div., Kapino Polje Nikso, Montenegro (Yugo.) 6.43 - Murder - Yugo.[11]
- ZONI Francesco - 144987 - Officer, Ital. Army, Ferrara-Div., Montenegro (Yugo.) 1943 - Murder - Yugo.[12]